# Exilio interior
El «exilio interior» es una expresión usada para describir la situación de aislamiento y exclusión vivida por los intelectuales y escritores españoles próximos a la República que se quedaron en España tras la victoria franquista en la Guerra civil española, y que se produjo paralelamente al exilio propiamente dicho de los que huyeron al extranjero.
El sentido del término (que acuñó el periodista Miguel Salabert en 1958 con la publicación del artículo «L'exil intérieur» en el semanario francés L'Express y luego con su novela homónima de 1961) sugiere que algunos autores, especialmente en Cataluña,[cita requerida] que no abandonaron el territorio, sufrieron un estado de exclusión e ignorancia similar al de los que pasaron al extranjero.

Decía entonces, y digo ahora, que el exilio interior es, fue, una realidad histórica. Una realidad que, en sentido lato y como contrapunto a la España descuajada y peregrina del exilio, incluía y expresaba a la España aherrojada, cautiva y marginada en sus propias entrañas físicas, es decir, incluía a todos aquellos españoles que resistieron pasivamente o cuya única forma de colaboración con el franquismo consistió en no luchar activamente contra él.
Miguel Salabert, El exilio interior, 1988 (introducción).

## Cronología
El 10 de febrero de 1939 el ejército del general Franco terminó la conquista del territorio de Cataluña, en la Guerra Civil que se dio por terminada en España el 1 de abril. Con la derrota, las personalidades más ilustres de la región se exiliaron, mientras otros, con la conciencia de no haber hecho nada malo a los ojos del nuevo régimen, permanecieron en el país, aunque fueron apartados de los lugares de responsabilidad o vieron silenciada su actividad literaria o artística. La primera década de la dictadura del régimen del general Franco, durante los años 40, fue la de más dureza en la represión contra la cultura catalana. A la depuración de los docentes de la universidad hay que añadir el silencio impuesto a cualquier manifestación cultural de signo catalán. No se podían publicar libros ni revistas en catalán, ni se permitían representaciones teatrales en aquella lengua. Los escritores y poetas que durante esos años permanecieron en España y continuaron escribiendo no podían dar salida a su producción, que quedaba en un cajón. Las únicas manifestaciones culturales que se produjeron durante estos años, como una forma de resistencia, fueron en forma de reuniones clandestinas en domicilios particulares.

## Escritores e intelectuales
Algunos de los personajes destacados que quedaron en el exilio interior son:
- Ramón de Abadal, jurista destacado.
- Josep Puig y Cadafalch, arquitecto y presidente del Instituto de Estudios Catalanes, el abril de 1942 retomó en su domicilio las tertulias quincenales de los miembros supervivientes del Instituto de Estudios Catalanes residentes en Barcelona.
- Salvador Espriu, poeta, prosista y dramaturgo. Había destacado en novela y narrativa durante los años de la República, mientras que a partir de 1939 escribe básicamente poesía y teatro, pero no será hasta 1946 cuando pueda publicar Cementiri de Sinera, y en 1948 Primera historia de Esther.[4]
- Màrius Torres, médico y poeta, internado en el sanatorio de Puigdolena, donde murió de tuberculosis en 1941.
- Carles Riba, poeta, que al regresar en 1943 perdió la plaza de catedrático de griego en la universidad y subsistía gracias a las traducciones para la Fundación Bernat Metge y a las clases particulares.
- J.V. Foix, poeta próximo al vanguardismo, sufrió una soledad profunda durante los años de la posguerra, a pesar de que continuó manteniendo contacto con otros escritores y artistas del momento con las tertulias que organizaba en su domicilio: Brossa, Tàpies, Tharrats, Cuixart, entre otros.
- Rafael Cansinos Assens, figura relevante de la literatura española del primer tercio del siglo XX, sufrió Expediente de Depuración en 1940 acusado de ser judío y de llevar una vida rara. Fue completamente olvidado como escritor durante la Dictadura. En los años de posguerra trabajó para la editorial Aguilar como traductor. En Argentina la comunidad judía le abrió sus editoriales y publicaciones. En los años 50 escribió La novela de un literato, publicada con gran éxito en España en los años 80.